# Janne Richert
Johan (Janne) Christer Emil Richert, född den 15 januari 1823 i Vänersborg, död den 2 november 1895 i Stockholm, var en svensk jurist. 
Richert blev 1844 student vid Uppsala och 1849 vid Lunds universitet, där han 1851 avlade hovrättsexamen. Han erhöll 1851 auskultantplats vid Hovrätten över Skåne och Blekinge samt utnämndes 1852 till vice häradshövding. År 1858 blev Richert häradshövding i Östra härads och 1868 i Luggude härads domsaga. Ganska överraskande ombads han 1880 av Arvid Posse att ingå i regeringen som konsultativt statsråd. Efter Posses avgång kvarstannade Richert som juridisk-administrativ expert i Carl Johan Thyselius och Robert Themptanders regeringar. Richert, som saknade politiska intressen, verkar inte ha haft något inflytande över regeringarnas politik. Vid regeringens avgång i februari 1888 hade Richert nyss uppnått pensionsåldern, varför han inte återtog sin häradshövdingetjänst utan drog sig tillbaka till privatlivet.
Janne Richert var son till landssekreteraren Nils Christer Richert, brorson till Johan Gabriel Richert samt morfar till Axel och Sven Afzelius.